# Ocizla
Ocizla este o localitate din comuna Hrpelje-Kozina, Slovenia, cu o populație de 101 locuitori.